# AnEsonGib
Ali Loui Al-Fakhri (Rijád, 1996. július 4. –) ismertebb nevén AnEsonGib, brit ökölvívó és youtuber.

## Korai évek
Ali Loui Al-Fakhri 1996. július 4-én született Rijádban, Szaúd-Arábiában. Apja, Loui Szaúd-Arábiából származik. Egy lány testvér van. Gyerekkorában költözött az Egyesült Királyságba családjával. Jelenleg a Stratford Halo Tower-ben él. Ali vallását tekintve muszlim.

## YouTube-karrier
2012. augusztus 18-án AnEsonGib néven csatlakozott a YouTube-hoz. Eredetileg FIFA videókat töltött fel.
Később közreműködött KSI és Wroetoshaw youtuberekkel (Sidemen).

## Ökölvívó karrier
2018. február 3-án Ali megküzdött barátjával, MaxPlaysFifa-val egy amatőr mérkőzésen a KSI vs. Joe Weller esemény részeként, Londonban. Gib a második menetben kiütéssel nyerte meg a küzdelmet.
Második amatőr mérkőzése Jay Swingler ellen volt, 2018. augusztus 31-én a Manchester Arénában a KSI vs. Logan Paul esemény estéjén. Négy menetből állt a küzdelem, Gib pontozással nyert.
2019 szeptemberében kihívta Jake Paul-t. Paul eredetileg elutasította a küzdelmet, de a KSI vs. Logan Paul II esemény egyik sajtókonferenciáját követően elmondta, hogy 2020. január 31-én megrendezik a mérkőzést Miamiban. Ez volt Ali első profi mérkőzése és kiütéses vereséget szenvedett.
2021. június 12-én megküzdött az amerikai TikTokerrel, Tayler Holderrel, a YouTubers vs. TikTokers esemény részeként. Az eredmény eredetileg döntetlen volt, de később megváltoztatták pontozásos győzelemre. Az eredeti eredmény nagy felháborodást keltett a közösségi médiákon.

## Ökölvívói teljesítménye

### Profi
| Eredmény | Teljesítmény | Ellenfél       | Típus | Menetek     | Időpont            | Helyszín                                            | For.   |
| -------- | ------------ | -------------- | ----- | ----------- | ------------------ | --------------------------------------------------- | ------ |
| Győztes  | 2–1          | Slim Albaher   | PONT  | 8           | 2024. november 28. | Loszaíli Sportaréna, Doha, Katar                    |        |
| Győztes  | 1–1          | Austin McBroom | KO    | 4 (6)       | 2022. július 30.   | Crypto.com Arena, Los Angeles, Kalifornia           |        |
| Vereség  | 0–1          | Jake Paul      | TKO   | 1 (6), 2:18 | 2020. január 30.   | The Meridian at Island Gardens, Miami, Florida, USA | [ 15 ] |

### Amatőr
| Eredmény | Teljesítmény | Ellenfél       | Típus | Menetek     | Időpont             | Helyszín                                       | For.   |
| -------- | ------------ | -------------- | ----- | ----------- | ------------------- | ---------------------------------------------- | ------ |
| Győztes  | 5–0          | Jarvis Khattri | PONT  | 5           | 2023. július 15.    | 3Arena, Dublin, Írország                       |        |
| Győztes  | 4–0          | Austin McBroom | TKO   | 3 (6)       | 2023. április 22.   | Wembley Aréna, London, Anglia                  |        |
| Győzelem | 3–0          | Tayler Holder  | PONT  | 5           | 2021. június 12.    | Hard Rock Stadion, Miami Gardens, Florida, USA | [ 16 ] |
| Győzelem | 2–0          | Jay Swingler   | PONT  | 4           | 2018. augusztus 25. | Manchester Aréna, Manchester, Anglia           | [ 17 ] |
| Győzelem | 1–0          | MaxPlays       | KO    | 2 (6), 1:35 | 2018. február 3.    | Copper Box Aréna, London, Anglia               | [ 18 ] |

1. ↑  Eredetileg döntetlen, később pontozásos győzelemre módosítva